# Pruncul Iisus

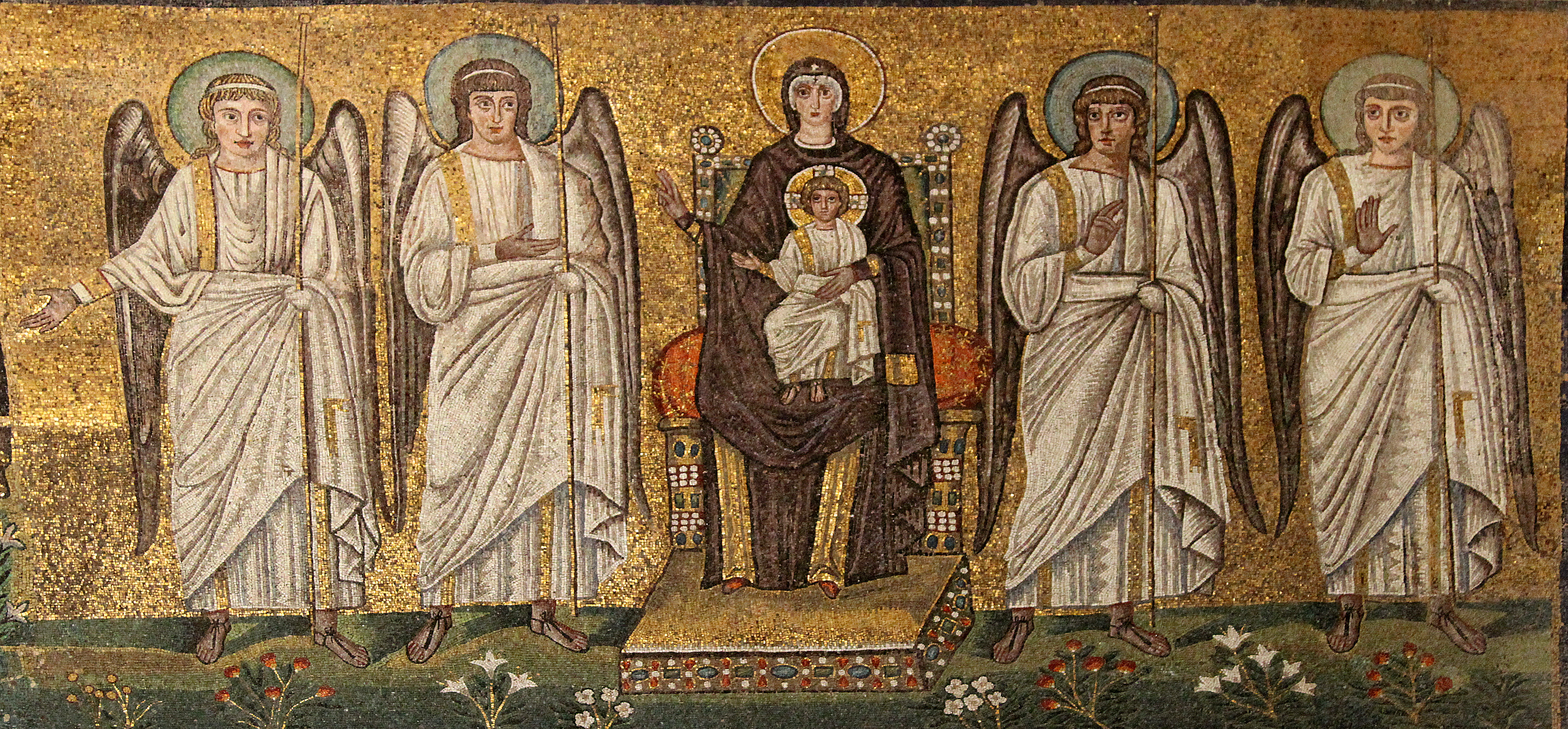
Fecioara Maria pe tron cu Pruncul Iisus în brațe, înconjurată de patru îngeri (Sant’Apollinare Nuovo, Ravenna).

Pruncul Iisus, numită și Pruncul Dumnezeu sau Pruncul Împărat, este figura lui Iisus Hristos de la nașterea sa până la vârsta de 12 ani. Termenul face referire la prima parte a vieții lui Iisus așa cum este ea prezentată în Evanghelii, ce conține nașterea sa în Betleem, vizita magilor, circumcizia sa și întâmpinarea sa în al Doilea Templu. Aceasta se termină cu găsirea sa în templu la vârsta de 12 ani, moment urmat de anii pierduți ai vieții sale, în care Evangheliile nu pomenesc nimic despre viața sa până la începutul misiunii sale publice.